# (4652) Iannini
(4652) Iannini es un asteroide perteneciente al cinturón de asteroides, descubierto el 30 de agosto de 1975 por el equipo del Observatorio Félix Aguilar desde el Complejo Astronómico El Leoncito, San Juan, Argentina.

## Designación y nombre
Designado provisionalmente como 1975 QO. Fue nombrado Iannini en honor al astrónomo argentino Gualberto Mario Iannini que ha trabajado en el campo de la astrometría durante casi 40 años. Siendo estudiante, Iannini estudió la órbita de C/1942 C1 (Whipple-Bernasconi-kulin). 

## Características orbitales
Iannini está situado a una distancia media del Sol de 2,647 ua, pudiendo alejarse hasta 3,472 ua y acercarse hasta 1,822 ua. Su excentricidad es 0,311 y la inclinación orbital 11,07 grados. Emplea 1573 días en completar una órbita alrededor del Sol.

## Características físicas
La magnitud absoluta de Iannini es 13,5. Tiene 6,279 km de diámetro y su albedo se estima en 0,196.